# Ferrosur

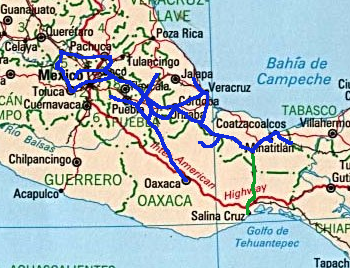
Streckennetz

Die Ferrosur (FSRR) ist eine mexikanische Eisenbahngesellschaft. Sitz des Unternehmens ist  Mexiko-Stadt. Die Bahngesellschaft ist im Eigentum der „Infraestructura y Transportes Mexico“ (ITM), einem Tochterunternehmen von Grupo México.
Das Unternehmen befährt ein Streckennetz von 2.093 km, das Mexiko-Stadt mit den Häfen Veracruz, Campeche und Coatzacoalcos verbindet. Auf der 207 km langen Strecke nach Salina Cruz besitzt sie Nutzungsrechte. Der Durchgangsverkehr auf dieser Route macht mit 65 % den größten Teil des Transportvolumens aus. Einer der bedeutendsten Kunden ist das Volkswagen-Werk in Puebla. Die wichtigsten Transportgüter sind Getreide, Zement, Industrieprodukte, Petrolchemische Erzeugnisse und Glas.

## Geschichte
Im Jahr 1995 beschloss die mexikanische Regierung, die staatliche Eisenbahngesellschaft Ferrocarriles Nacionales de México zu privatisieren. Dabei wurde nicht das gesamte Netz und der Betrieb als ein Unternehmen privatisiert, sondern es wurde langjährige Betriebskonzessionen für den Verkehr auf bestimmten Streckennetzen ausgeschrieben. Für das Streckennetz im Süden der Hauptstadt Mexiko-Stadt (Ferrocarril del Sureste) erhielt das Konsortium von Grupo Tribasa (Triturados Basálticos y Derivados), einem der größten mexikanischen Bauunternehmen, der Banco Inbursa von Carlos Slim Helú und Omnitrax für 311 Millionen Dollar den Zuschlag für eine Konzession über 50 Jahre. Am 29. Juni 1998 nahm die Gesellschaft den Betrieb auf. Im September 1999 verkaufte die Tribasa ihren 50 %-Anteil an die Bergbaugesellschaft Grupo Carso von Carlos Slim Helú. Nachdem bereits Omnitrax ihre Minderheitsanteile abgegeben hatte, gehörte nun Slim die Ferrosur zu 100 %. In der Folge wurden die Anteile auf zwei Tochterunternehmen der Grupo Carso (Empresas Frisco und Sinca Inbursa) übertragen.
Ab 2002 begannen Fusionsverhandlungen zwischen der Grupo Carso und der Grupo México, dem Haupteigentümer von Ferromex, der größten mexikanischen Eisenbahngesellschaft. Aufgrund gesetzlicher Regelungen und des Einspruchs der Kartellbehörde zog sich die Durchführung des Planes jedoch in die Länge. Erst am 25. November 2005 konnte Ferrosur durch die Grupo México übernommen werden. Dies geschah in Form eines Aktientausches. Slim erhielt für den Verkauf seiner Anteile an der Ferrosur einen 25,1 %-Anteil an der Infraestructura y Transportes Mexico.
Ferrosur begann nach dem Erhalt der Konzession durch Investitionen das Streckennetz und den Fuhrpark zu verbessern, um durch besseren Service verlorene Kunden zurückzugewinnen. So wurden inzwischen 38 Lokomotiven der Baureihe GE AC4400CW erworben, so dass inzwischen 25 % der Fahrzeugflotte nicht älter als sechs Jahre ist. Auf den Strecken nach Veracruz und Coatzacoalcos wurden die Ausweichstellen verlängert, Sicherheitsdetektoren installiert und die Nutzung für Doppelstockcontainerzüge ermöglicht.